# Матиясевич, Юрий Владимирович
Ю́рий Влади́мирович Матиясе́вич (род. 2 марта 1947, Ленинград) — советский и российский математик, исследователь Санкт-Петербургского отделения Математического института им. В. А. Стеклова РАН, член экспертной комиссии РСОШ по математике, академик Российской академии наук, доктор физико-математических наук. Внёс существенный вклад в теорию вычислимости, завершив решение десятой проблемы Гильберта.

## Биография
Юрий Матиясевич родился в Ленинграде 2 марта 1947 года. Первые несколько классов учился в школе № 255 у Софьи Григорьевны Генерсон, благодаря которой заинтересовался математикой. С 1961 года начал принимать участие во всероссийских олимпиадах. В 1962—1963 годах учился в физико-математической школе № 239 Ленинграда. Также с 7 по 9 класс занимался в математическом кружке Ленинградского дворца пионеров. В 1963—1964 годах закончил 10-й класс в московской физико-математической школе-интернате № 18 при МГУ.
В 1964 году стал победителем Международной олимпиады, после чего без экзаменов зачислен на математико-механического факультета Ленинградского университета, где проучился до 1969 года. Экзамены на аттестат зрелости (о среднем образовании) сдавал уже студентом первого курса.
В 1966 году, на втором курсе университета, выполнил две работы по математической логике, напечатанные затем в «Докладах Академии наук СССР», и по ним сделал доклад на Международном математическом конгрессе, проходившем в Москве.
По окончании университета поступил в аспирантуру Ленинградского отделения Института имени Стеклова (ЛОМИ), в 1970 году под руководством Сергея Юрьевича Маслова защитил диссертацию на соискание степени кандидата физико-математических наук. Будучи аспирантом, решил десятую проблему Гильберта.
В 1972 году в возрасте 25 лет защитил докторскую диссертацию по неразрешимости 10-й проблемы Гильберта.
С 1974 года Матиясевич работал на научных должностях в ЛОМИ: сначала старшим научным сотрудником, а в 1980 году возглавил лабораторию математической логики. В 1995 году Матиясевич стал профессором Санкт-Петербургского университета на кафедре математического обеспечения ЭВМ, впоследствии — на кафедре алгебры.
В 1997 году избран членом-корреспондентом РАН.
С 1998 года — вице-президент Санкт-Петербургского математического общества.
С 2002 года — председатель жюри Санкт-Петербургской городской математической олимпиады. С 2003 года — соруководитель ежегодной русско-немецкой студенческой школы JASS.
В 2008 году избран действительным членом Российской академии наук. В том же году избран президентом Санкт-Петербургского математического общества.
Матиясевич входит в редколлегию журнала «Записки научных семинаров ПОМИ», а также редсоветы журналов «Дискретная математика» и «Компьютерные инструменты в образовании». Член Американского математического общества и Ассоциации символьной логики. Как педагог, Матиясевич подготовил 2 докторов наук и 3 кандидатов.
Дочь — Дарья Русакова (род. 1979), математик, педагог, игрок спортивного «Что? Где? Когда?».

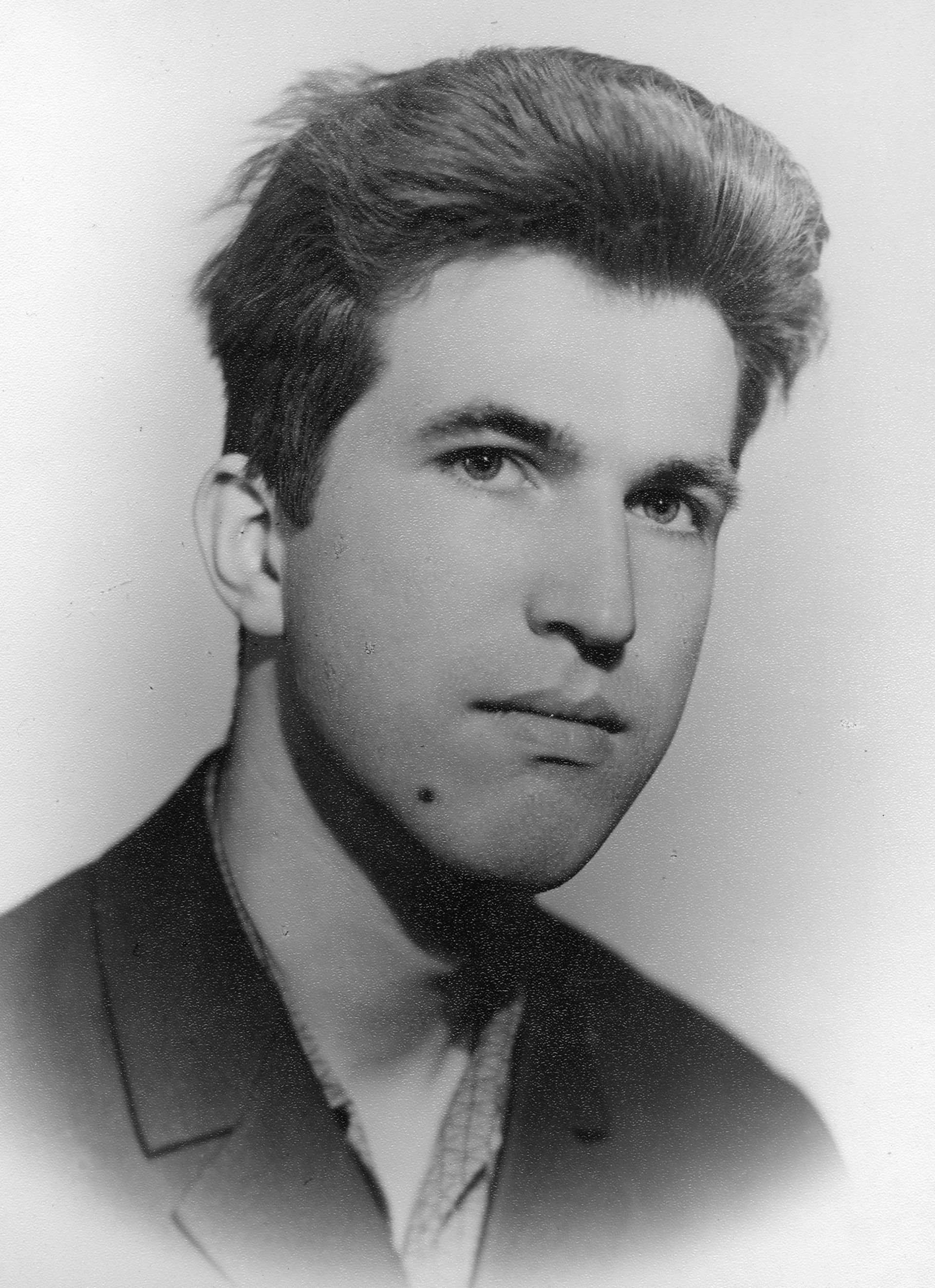
Матиясевич в 1969 году

## Основные научные результаты
Матиясевич является автором свыше 100 научных публикаций, среди которых — монография «Десятая проблема Гильберта».
- Будучи аспирантом, в начале 1970 года в возрасте 22 лет сделал последний шаг в доказательстве алгоритмической неразрешимости задачи о существовании решений у произвольного диофантова уравнения, известной также как десятая проблема Гильберта, завершив тем самым программу исследований, основную часть которой к тому времени выполнили Мартин Дэвис, Хилари Патнем и Джулия Робинсон. Вклад Матиясевича в решение проблемы заключается в том, что он предъявил 10 диофантовых уравнений первой и второй степени, которые задают условие {\displaystyle b=F_{2a}}, где через {\displaystyle F_{n}} обозначено {\displaystyle n}-е число Фибоначчи[11].

- Теория чисел: Матиясевич получил ответ на поставленный в 1927 году вопрос Дьёрдя Пойи, касающийся бесконечной системы неравенств, связывающих тейлоровские коэффициенты {\displaystyle \xi }-функции Римана: показал, что все эти неравенства являются следствием одного функционального неравенства, связывающего фурье-преобразование {\displaystyle \xi }-функции и его производные[12].

- Теория графов: предложил несколько критериев раскрашиваемости графов, установил неожиданную связь проблемы четырёх красок и делимости биномиальных коэффициентов, дал вероятностную интерпретацию теоремы о четырёх красках[12].

- Обнаружил ряд новых интересных свойств нулей дзета-функции Римана[10].

## Премии и награды
- 1964 — в составе команды советских школьников завоевал диплом первой степени на Международной математической олимпиаде, проходившей в Москве[13].
- 1970 — премия «Молодому математику» Ленинградского математического общества[14].
- 1980 — премия имени А. А. Маркова Академии наук СССР.
- 1996 — звание почётного доктора Университета Оверни.
- 1998 — лауреат премии Гумбольдта.
- 2003 — звание почётного доктора Университета Париж-VI[6].

### Книга
- Матиясевич Ю. В. Десятая проблема Гильберта — М.: Наука, 1993.

### Статьи
- Ю. В. Матиясевич. Распознавание в реальное время отношения вхождения // Записки семинаров Ленинградского отделения Математического института им. В. А. Стеклова Академии Наук СССР. — 1971. — Т. 20. — С. 104—114.
- Yuri Matiyasevich and Julia Robinson, Reduction of an arbitrary Diophantine equation to one in 13 unknowns, Acta Arithmetica, XXVII (1975), 521—549.
- Yuri Matiyasevich and Géraud Senizerguez, Decision Problems for Semi-Thue Systems with a Few Rules, LICS’96.
- Yuri Matiyasevich, Proof Procedures as Bases for Metamathematical Proofs in Discrete Mathematics, Personal Journal of Yury Matiyasevich.
- Yuri Matiyasevich, Elimination of bounded universal quantifiers standing in front of a quantifier-free arithmetical formula, Personal Journal of Yuri Matiyasevich.
- Yuri Matiyasevich, One Probabilistic Equivalent of the Four Color Conjecture, Теория вероятности и её применения, 48 (2003), 411—416.
- Статьи Ю. В. Матиясевича в журнале «Квант» (1971—1978)